# 1991: The Year Punk Broke
1991: The Year Punk Broke (укр. Рік прориву панку) — музичний документальний фільм, що вийшов в 1992 році.

## Синопсис
Документальний фільм знято влітку 1991 року під час концертного туру нью-йоркського панк-рокового гурту Sonic Youth. Андеграундний колектив нещодавно підписав контракт з великим лейблом Geffen і був на порозі великої популярності, зокрема, потрапивши в ефіри музичного телеканалу MTV. Режисер Дейв Маркі провів з гуртом два тижні, фільмувавши на камеру Super 8 переїзди та концерти Sonic Youth в невеличких клубах та на фестивалях. На розігріві у них виступав маловідомий сіетлський колектив Nirvana, який тільки готувався до виходу свого другого студійного альбому. Також до фільму увійшли записи виступів деяких інших колективів альтернативного року, зокрема Dinosaur Jr., Babes in Toyland, Gumball, The Ramones.

## Вихід фільму
Спочатку Sonic Youth розглядали цей запис як «домашнє відео» і не збирались публікувати його. Лише після того, як наприкінці 1991 року Nirvana стала всесвітньо відомою, музиканти і режисери вирішили видати відзнятий матеріал. З майже дев'яти годин плівок, Маркі створив півторагодинний фільм, який містив не тільки записи пісень, але й розмови музикантів поза сценою.
1991: The Year Punk Broke вийшов в 1992 році на VHS. Після смерті Курта Кобейна режисер Дейв Маркі використав частину оригінального матеріалу, створивши сорокахвилинний фільм (This Is Known As) The Blues Scale. Спочатку планувалось додати його до бокс-сету Nirvana, що вийшов в 2004 році, але через юридичні суперечки цього так і не сталося. Лише 2011 року, до двадцатиріччя концертного туру Sonic Youth та платівки Nirvana Nevermind, 1991: The Year Punk Broke вийшов на DVD. Реліз містив ремайстерінгову версію оригінального фільму, а також 65 хвилин додаткового матеріалу, включаючи пісні «In Bloom» Nirvana, «White Cross», «Eric's Trip» та «Inhuman» Sonic Youth.

## Критичні відгуки
В музичному каталозі AllMusic фільм оцінили на чотири зірки з п'яти, відзначивши нескінчені жарти музикантів Sonic Youth та Nirvana, а також камео The Ramones, Марка Арма та Кортні Лав. Джейсон Бірхмайєр зауважив, що події відбуваються напередодні важливого моменту в історії музики, виходу альбому Nevermind, який «змінив весь ландшафт альтернативного року».
В газеті The New York Times 1991: The Year Punk Broke назвали «часовою капсулою» Покоління X. «Кожне покоління отримає таке документальне відео, на яке заслуговує» — зазначив Марк Спітц, порівнявши фільм із стрічками Don't Look Back(1967), The Last Waltz (1976) та The Decline of Western Civilization Part II: The Metal Years (1988), присвяченими Бобу Ділану, The Band та хеві-метал-сцені Лос-Анджелесу.

## В ролях
| - Sonic Youth - Кім Гордон - Лі Ранальдо - Стів Шеллі - Терстон Мур - Nirvana - Курт Кобейн - Дейв Грол - Кріст Новоселіч - Dinosaur Jr. - Майк Джонсон - Джей Маскіс - Мерф | - Babes in Toyland - Лорі Барберо - Кет Бєлланд - Мішель Леон - Gumball - Дон Флемінг - Джей Шпігель - Ерік Вермільйон - Ramones - Ді Ді Рамон - Джоуї Рамон - Джонні Рамон - Маркі Рамон | - Інші - Марк Арм - Аксель - Нік Клоуз - Джо Коул - Дейв Кендалл - Кортні Лав - Метт Лукін - Девід Маркі - Крейг Монтгомері - Боб Молд - Кіт Нілі - Ден Пітерс - Сюзанна Сашич - Джон Сільва - Пітер Вандервельде |